# Ardabil (Teppich)
Der Ardabil ist ein berühmter Teppichtyp aus Ardabil sowie der gleichnamigen Provinz am Kaspischen Meer im Iran.

## Art und Verarbeitung
Der Ardabil-Teppich erinnert mit seinen Mustern an kaukasische Teppiche wie die der historischen Region Schirwans, Bergkarabachs und Gəncə in Aserbaidschan, wobei mehr Motive und Objekte in die Teppichseitenenden hineingewoben werden. Die Farbwahl erscheint leichter und frischer. Bei vielen handelt es sich um begehrte Sammlerobjekte. Ardabil-Teppiche sind dünn geknüpft und weisen regelmäßig geometrische Motive auf. Hauptsächlich werden heute Galerieteppiche hoher Qualität produziert und werden unter dem Namen Ardabil verkauft. Die bekanntesten Ardabil-Teppiche sind der „Ardabil“, der „Sheikh Safi“, der „Sarabi“, der „Shah Abbasi“ und der „Mir“.
Der Name des Teppichs leitet sich aus dem heiligen Buch des iranischen Religionsstifter Zarathustra, dem Avesta ab, „Artavil“ bezeichnet dabei einen kleinen, heiligen Ort.

## Technische Angaben
| Flor        | Wolle                                    |
| Schuss      | Woll- oder Baumwollgarn (2 Schussfäden)  |
| Kette       | Baumwollgarn                             |
| Knoten      | symmetrisch                              |
| Knüpfdichte | 90.000 - 220.000 Knoten pro Quadratmeter |
| Größen      | sämtl. Größen bis zu 300 × 200 cm        |